# Бевилакуа, Жоанино
Жоа́нино Бевилакуа (порт.-браз. Joãnino Bevilaqua; 7 июня 1912, Палмас — 26 мая 1999, Куритиба) — бразильский футболист, нападающий. 

## Карьера
Жоанино начал карьеру в клубе «Британия» в 1939 году. Высшим достижением для него в тот период стало третье место в чемпионате штата в 1940 году. В 1942 году Жоанино перешёл в «Атлетико Паранаэнсе», с которым через год выиграл чемпионат штата. Это же достижение форвард повторил два сезона спустя. Затем Жоанино выступал за команду «Аква-Верде», а завершил карьеру в «Операрио Ферровиарио» в 1951 году.
В составе сборной Бразилии Жоанино поехал на чемпионат Южной Америки в 1942 году. Там он сыграл один матч — 31 января с Эквадором, выйдя на замену вместо Клаудио Пиньо. Этот матч стал единственным для Жоанино в форме национальной команды.

## Международная статистика
| Матчи Жоанино за сборную Бразилии | Матчи Жоанино за сборную Бразилии | Матчи Жоанино за сборную Бразилии | Матчи Жоанино за сборную Бразилии | Матчи Жоанино за сборную Бразилии | Матчи Жоанино за сборную Бразилии | Матчи Жоанино за сборную Бразилии |
| --------------------------------- | --------------------------------- | --------------------------------- | --------------------------------- | --------------------------------- | --------------------------------- | --------------------------------- |
| №                                 | Дата                              | Место проведения                  | Оппонент                          | Счёт                              | Голы                              | Турнир                            |
| 1                                 | 31 января 1942                    | Монтевидео                        | Эквадор                           | 5:1                               | —                                 | Чемпионат Южной Америки           |

## Достижения
- Чемпион штата Парана: 1943, 1945